# Salomon Corrodi
Salomon Corrodi, född 23 april 1810 i Fehraltorf, Schweiz, död 4 juli 1892 i Como, Italien, var en schweizisk konstnär. Han var far till konstnärerna Hermann Corrodi och Arnold Corrodi.
Salomon Corrodi gick i lära hos sin gudfar konstnären Von Schwerzenbach, därefter umgicks han bland konstnärs kretsar i Zurich dit han flyttat för vidare konstnärliga studier för landskaps målaren Wetzel. Wetzel hade stort inflytande över Salomon Corrodi. Salomon Corrodi flyttade till Rom vid 22 års ålder där han utbildade sig hos konstnärerna J.A.Cook , J.C. Purehard och F.Catel till en skicklig akvarellist han målade i huvudsak landskapsmotiv och stadsmotiv. Han tillhörde den så kallade "nya" riktningen vilket innebar att de målade sina motiv på plats och inte i atelje. Salomon Corrodi var mycket omtyckt och  bekant med tsar Nikolaus ll. Även engelska kungahuset uppskattade Salomon Corrodi och köpte ett antal akvareller. Salomon Corrodi var god vän med konstnären Bertel Thorvaldsen. Salomon Corrodi finns representerad på National museet i Rom och Thorvaldsens museum.
Salomon Corrodi avled vid 82 års ålder under en resa i Schweiz, han begravdes i den protestantiska begravningsplatsen i Monte Testaccio i Rom.